# Condylostylus sexsetosus
Condylostylus sexsetosus är en tvåvingeart som beskrevs av Van Duzee 1931. Condylostylus sexsetosus ingår i släktet Condylostylus och familjen styltflugor. Inga underarter finns listade i Catalogue of Life.